# Anthony Crivello
Anthony Crivello (Milwaukee, 2 agosto 1955) è un attore e cantante statunitense.

## Biografia
Ha recitato in numerosi musical a Broadway, Off Broadway, Londra e Las Vegas e ha vinto il Tony Award al miglior attore non protagonista in un musical per la sua performance in Kiss of the Spider Woman con Chita Rivera. È apparso anche in altri musical, tra cui Evita, Les Misérables, Marie Christine, Do You Hear A Waltz?, Golden Boy, Heathers e The Phantom of the Opera.
Ha interpretato Adin nella terza stagione di Star Trek. Ha recitato nell'episodio Hostile Takeover (1988) della serie Miami Vice.

## Filmografia

### Cinema
- Mr. Crocodile Dundee 2 (Crocodile Dundee II), regia di John Cornell (1988)
- Un poliziotto in blue jeans (Shakedown), regia di James Glickenhaus (1988)
- Spellbinder, regia di Janet Greek (1988)
- Schiavi di New York (Slaves of New York), regia di James Ivory (1989)
- The Lost Capone (1990)
- The Bet, regia di Ted Demme (1992)
- Dillinger and Capone (1995)
- Monster Mash: The Movie, regia di Joel Cohen e Alec Sokolow (1995)
- Alien Avengers, regia di Lev L. Spiro (1996)
- Independence Day, regia di Roland Emmerich (1996)
- |Twisted, regia di Seth Michael Donsky (1997)
- Mafia! (Jane Austen's Mafia!), regia di Jim Abrahams (1998)
- Texas Rangers, regia di Steve Miner (2001)
- Alien Hunter, regia di Ronald Krauss (2003)
- Material Girls, regia di Martha Coolidge (2006)
- Trade, regia di Marco Kreuzpaintner (2006)
- Henry Toy - cortometraggio (2014)
- Emma's Chance (2016)
- The Mark - cortometraggio (2016)

### Televisione
- Miami Vice - serie TV, episodio 5x01 (1988)
- Law & Order - I due volti della giustizia (Law & Order) - serie TV, episodio 1x10 (1990)
- Una vita da vivere (One Life to Live) - serie TV, 1 episodio (199)
- 919 Fifth Avenue (1995)
- Star Trek: Voyager - serie TV, episodio 3x10 (1996)
- Les Misérables: The Dream Cast in Concert - Concerto live (1996)
- Team Knight Rider - serie TV, 1 episodio (1997)
- Babylon 5 - serie TV, episodio 5x01 (1998)
- Seinfeld - serie TV, episodio 9x19 (1998)
- Normal, Ohio - serie TV, episodio 1x07 (2000)
- La famiglia Pellet (In-Laws) - serie TV, episodio 1x04 (2002)
- Crossing Jordan - serie TV, episodio 2x13 (2003)
- Frasier - serie TV, episodio 11x05 (2003)
- CSI: NY - serie TV, episodio 1x14 (2005)
- Dietro i candelabri (Behind the Candelabra) - film TV, regia di Steven Soderbergh (2013)
- Great Performances (2015)
- Feud - serie TV (2017)

## Doppiatori italiani
Nelle versioni in italiano delle opere in cui ha recitato, Anthony Crivello è stato doppiato da:
- Simone Mori in Cacciatore di alieni
- Davide Marzi in CSI: NY